# Sender Pfaffenwald
Der Sendemast Pfaffenwald war ein 126 Meter hoher, abgespannter Stahlfachwerkmast mit dreieckigem Querschnitt in einem Waldgebiet östlich von Strantschitschach, einem Ort der Gemeinde von Maria Rain, der zur Verbreitung von Fernsehprogrammen diente.

## Geschichte
Der Sendemast der Anlage stand von 1952 bis 1959 auf dem Wilhelminenberg in Wien und diente dort zur Verbreitung des Programms „Rot-Weiß-Rot“ auf Mittelwelle. 1959 wurde er demontiert und an seinem heutigen Standort wieder errichtet. Am 17. November 2009 wurde der Sender im Zuge der Umstellung auf DVB-T abgeschaltet. Der Abriss des nunmehr funktionslosen Sendemastes erfolgte am 15. September 2011.

## Frequenzen und Programme

### Analoges Fernsehen (PAL)
Vor der Abschaltung wurden von hier folgende Fernsehprogramme ausgestrahlt:
| Kanal | Frequenz (MHz) | Programm      | ERP (kW) | Sendediagramm rund (ND)/ gerichtet (D) | Polarisation horizontal (H)/ vertikal (V) |
| ----- | -------------- | ------------- | -------- | -------------------------------------- | ----------------------------------------- |
| 26    | 511,25         | ORF 1         | 5        | D                                      | H                                         |
| 36    | 591,25         | ORF 2 Kärnten | 5        | D                                      | H                                         |
| 42    | 639,25         | ATV           | 5        | D                                      | H                                         |